# 石黒長平
石黒 長平（いしぐろ ちょうへい、1873年〈明治6年〉10月27日 - 1936年〈昭和11年〉10月8日）は、日本の実業家、政治家。衆議院議員。

## 経歴
新潟県中蒲原郡大鹿新田（現新潟市秋葉区大鹿）で、里正・石黒忠三郎の長男として生まれる。1893年、新潟県農学校を卒業。
父・忠三郎が先に北海道に渡り、開墾に従事。1893年、岩見沢村に移住し開墾に従事し、その後、味噌醤油製造業、牧畜業を営んだ。
政界では、岩見沢村惣代人、徴兵参事員、学務委員、岩見沢村会議員、同町会議員、北海道会議員、同参事会員などを歴任。1920年5月、第14回衆議院議員総選挙で北海道第七区から出馬し当選した伊藤広幾が1923年4月に死去し、同年6月の補欠選挙に出馬して当選し衆議院議員を一期務めた。
その他、北海土功組合理事、空知教育会副会長などを歴任。

## 編著
- 『真古登の泉』石黒長平、1918年。